# Aleksandr Perov
Aleksandr Nikolàievitx Perov (en rus Александр Николаевич Перов) (Kaliningrad, 2 de juny de 1955) fou un ciclista soviètic, que s'especialitzà en la pista.
En el seu palmarès destaquen una medalla aconseguida als Jocs Olímpics de Mont-real, i una altra al Campionat del Món en pista, totes elles de plata.

## Palmarès en pista
- 1975
  -  Campió de la Unió Soviètica en persecució
- 1976
  -  Medalla de plata als Jocs Olímpics de Mont-real en la prova de persecució per equips, amb Vitali Petrakov, Víktor Sokolov i Vladímir Ossokin
  -  Campió de la Unió Soviètica en persecució per equips